# 王善佺
王善佺（1895年—1988年12月26日），字尧臣，四川石柱人，农学家，中国棉花育种学科的奠基人之一。
王善佺早年毕业于清华学校，后赴美国留学，获乔治亚大学农学学士、科学硕士学位。1920年回国，先后担任过国立东南大学农艺系主任、江西省农业专门学校农科主任、浙江大学农学院副教授兼湘湖农场主任、中央大学农学院院长、北平大学农学院农艺系主任、河南大学农学院院长、南通学院农艺系主任、四川大学农学院院长、云南大学农学院教授、四川省农业改进所所长等职。中华人民共和国成立后，他又历任西南军政委员会农林部副部长、重庆市农林水利局局长、四川省农业厅副厅长。
王善佺是中国著名的棉业科学家。最早从美国引进棉花新品种进行中美棉远缘杂交育种， 先后改良选育出两个棉花优良品种。他治学严谨，理论联系實際， 先后选写和翻译了“棉花纯系选种”， “棉花品级鉴定学”， “植物地理学”等专著。
王善佺还利用业余时间学习和研究中医取得了不小的成就， 能治一些疑难杂症 如： 生殖器疱疹和一些长年卧床不能动弹的病人。他乐于救死扶伤， 总是义务诊治，全心全意为患者服务。